# خلة الحمرا
خلة الحمراء أو خلة الحمرا عبارة عن واد أو وادي ينضم إلى وادي يارون الأكبر الذي يقع على بعد كيلومتر واحد (0.62 ميل) جنوب شرق عين إبيلين في منطقة بنت جبيل في محافظة النبطية في لبنان.

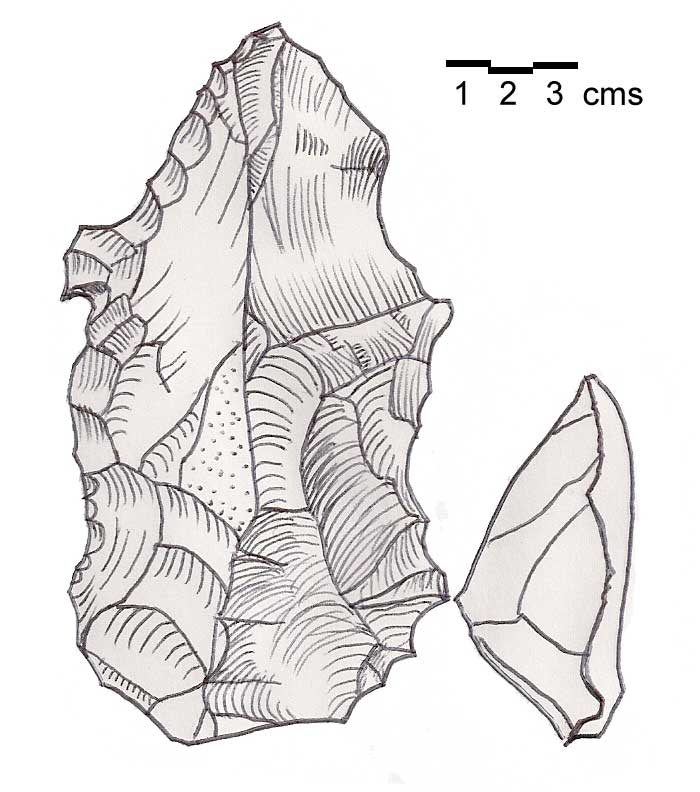
تم العثور على أدوات ثقيلة من العصر الحجري الحديث لثقافة القرعون في مطيلب الأول - مكشطة ذات أنوف ضخمة على قشرة ذات حواف خشنة غير منتظمة وشقوق و "أنوف". الحجر الجيري الرمادي الفاتح والحجر الجيري معرق.

تم اكتشاف موقع أثري ثقيل من العصر الحجري الحديث لثقافة القرعون من قبل عالم الآثار الجيسويت بول بوفيير لابيير في عام 1908. كان يقع إلى الجنوب من مسار يؤدي من عين إبل إلى بنت جبيل على ارتفاع حوالي 700 متر (2300 قدم) فوق مستوى سطح البحر. اعتبر بوفير لابير العديد من الفؤوس التي عُثر عليها لتكون أبيفيلية بمروحية أشولينية كبيرة بشكل استثنائي ومصنوعة بدقة. أعاد هنري فليش تقييم المواد في ضوء دراسات أكثر حداثة ولاحظ أن الاكتشافات ليست سوى أشولية قليلة مع المجموعة التي تتكون في الغالب من أدوات ثقيلة من العصر الحجري الحديث "وفيرة" لثقافة القرعون.

## روابط خارجية
- 3D Google Earth map of Khallet el Hamra on www.gmap3d.com
- Khallet el Hamra on www.geographic.org